# 572. Volksgrenadier-Division
Die 572. Volksgrenadier-Division war ein Großverband der deutschen Wehrmacht im Zweiten Weltkrieg.

## Geschichte

### Aufstellung
Die Division wurde am 25. August 1944 in der 32. Aufstellungswelle bei Thorn in Westpreußen (Wehrkreis XX) aus den Resten der im Juni 1944 bei der Heeresgruppe Nordukraine vernichteten 340. Infanterie-Division aufgestellt. Die Aufstellung sollte bis zum 10. November 1944 abgeschlossen sein.

### Auflösung durch Umbenennung in 340. VGD
Noch in der Aufstellungsphase befindlich, wurde die Division Anfang September 1944 in die noch nicht aufgestellte 340. Volksgrenadier-Division umbenannt. Die 340. Volksgrenadier-Division war am 15. November 1944 einsatzbereit und wurde nach Aachen transportiert.

## Kommandeur
Es wurde kein Kommandeur ernannt.

## Gliederung
- Grenadier-Regiment 1174 mit zwei Bataillonen, wurde später Grenadier-Regiment 694
- Grenadier-Regiment 1175 mit zwei Bataillonen, wurde später Grenadier-Regiment 695
- Grenadier-Regiment 1176 mit zwei Bataillonen, wurde später Grenadier-Regiment 696
- Artillerie-Regiment 1572 mit vier Abteilungen, wurde später Artillerie-Regiment 340
- Divisions-Einheiten 1572